# ジャスト・フレンズ (ジョー・テンパリーとジミー・ネッパーのアルバム)
『ジャスト・フレンズ』（Just Friends）は、サックス奏者ジョー・テンパリーとトロンボーン奏者ジミー・ネッパーが1978年に共作して録音したアルバムで、オリジナル版はスコットランドのレコードレーベルであるヘップ・レコードからリリースされた（日本盤は未発売）。後に1994年になってCDで発売された、アルバム『Primrose Path』と合わせたコンピレーション・アルバム『Special Relationship』にほとんどの曲が収録されている。

## 収録曲
1. ジョンズ・バンチ - "John's Bunch"（ジョン・バンチ（英語版））– 4:55
2. 星影のステラ - "Stella By Starlight"（ヴィクター・ヤング、ネッド・ワシントン（英語版））– 4:45
3. ジャスト・イン・タイム - "Just in Time"（ジューリー・スタイン、ベティ・コムデン、アドルフ・グリーン）– 4:25
4. プア・バタフライ - "Poor Butterfly"（レイモンド・ハベル（英語版）、ジョン・ゴールデン（英語版））– 3:50
5. ジャスト・フレンズ - "Just Friends"（ジョン・クレナー、サム・M・ルイス）– 6:15
6. ヤードバード組曲 - "Yardbird Suite"（チャーリー・パーカー）– 6:10
7. アリストクラシー・ア・ラ・ジャン・ラフィット - "Aristocracy (of Jean Lafitte)"（デューク・エリントン）– 5:22
8. ソフィスティケイテッド・レディ - "Sophisticated Lady"（エリントン）– 4:25
9. レスター・リープス・イン - "Lester Leaps In"（レスター・ヤング）– 5:08

## パーソネル
- ジョー・テンパリー – ソプラノ・サクソフォーン、テナー・サクソフォーン、バリトン・サクソフォーン
- ジミー・ネッパー – トロンボーン
- デレク・スミス（英語版） – ピアノ
- マイケル・ムーア（英語版） – ダブルベース
- ビリー・ハート – ドラムス